# Miguel Tenorio de Castilla
Miguel Tenório de Castilla, (Almonaster la Real, Huelva, 8 de agosto de 1818 – Palácio Nymphenburg, Munique, Alemanha, 11 de dezembro de 1916); político espanhol. Foi o favorito da rainha Isabel II de Espanha por sete anos.

## Biografia
Miguel Tenório ocupou vários cargos ao serviço da administração pública e política de Espanha, tais como: deputado, embaixador, senador na legislatura 1884-1885 para a província das Ilhas Baleares, governador civil de várias províncias (entre outros Málaga, Barcelona, Saragoça, Cádiz) e secretário pessoal da rainha Isabel II de Espanha.
Brilhante estudante universitário, bacharel em direito, poeta e jornalista, foi várias vezes governador civil, diplomata (despachado para a Prússia, Palestina e outros) e um secretário particular da rainha Isabel II de Espanha, de 1859 a 1864, quando O'Donnell o saiu da corte.
A revolução de 1868 que pôs fim ao reinado de Isabel II após a batalha de Alcolea levou-a ao exílio junto com a infanta María de la Paz de Borbón, talvez sua filha biológica; ambos morrendo no exílio na Alemanha.

## Obras
- Memoria sobre la enfermedad de la vid de esta provincia de Málaga: Excrita de orden del Excmo. Sr. Gobernador civil de la misma D. Miguel Tenorio de Castilla Escrito por Jacinto José Montells y Nadal, Miguel Tenorio de Castilla. Publicado por Imprenta de D. B. Villa, 1852, Málaga.
- Boletín de la revista general de legislación y jurisprudencia: Periódico oficial del Ilustre Colegio de Abogados de Madrid. Publicado por Revista de legislación, 1871. Notas sobre el artículo: 36 (1871) escrito por D. Miguel Tenorio de Castilla.
- La Lira Andaluza: Colección de poesías contemporáneas.Escrito por Miguel Tenorio. Publicado por El Sevillano, 1838. Sevilla.
- Revista española de ambos mundos. Publicado por Est. tip. de Mellado, 1854 Madrid. Notas sobre el artículo: v.2 escrito por D. Miguel Tenorio de Castilla.
- Gaceta del Notariado español. Publicado por Centro del Notariado, 1854, Madrid. Notas sobre o artigo: 3 (1854) escrito por Miguel Tenorio de Castilla.
- Revista de archivos, bibliotecas y museos. Escrito por Cuerpo Facultativo de Archiveros, Bibliotecarios y Arqueólogos (Madrid, España). Publicado por editores, 1907. Madrid. Notas sobre o artigo: ser.3 v.17 1907.